# Ryłowce
Ryłowce (biał. Рылаўцы, Ryłaucy; ros. Рыловцы, Ryłowcy) – wieś na Białorusi, w obwodzie grodzieńskim, w rejonie lidzkim, w sielsowiecie Dzitwa, w pobliżu ujścia Krupki do Dzitwy.

## Historia
W XIX i w początkach XX w. wieś Ryłowce i folwark Łowczyłowicze. Położone były w Rosji, w guberni wileńskiej, w powiecie lidzkim.
W dwudziestoleciu międzywojennym zarówno wieś jak i folwark nosiły nazwę Ryłowce. Leżały w Polsce, w województwie nowogródzkim, w powiecie lidzkim, w gminie Lida. W 1921 wieś liczyła 162 mieszkańców, zamieszkałych w 26 budynkach, wyłącznie Polaków wyznania rzymskokatolickiego. Folwark zaś liczył 10 mieszkańców, zamieszkałych w 1 budynku, wyłącznie Polaków, 6 wyznania prawosławnego i 4 rzymskokatolickiego.
Po II wojnie światowej w granicach Związku Sowieckiego. Od 1991 w niepodległej Białorusi.